# Президент Занзібару
Президент  Занзібару — голова держави автономної частини Танзанії —   Занзібару.
Посада виникла в 1964 р. після повалення монархії в Занзібарському султанаті. Президент Занзібару є фактично головою уряду автономії, очолюючи уряд — Революційну раду та призначаючи її членів. Президент Занзібару обирається на загальних і прямих виборах строком на 5 років. Президент Занзібару є   також віце-президентом Танзанії.

## Список президентів Занзібару
- Абейд Каруме - 1964 - 1972
- Мвіньї Абуд Джумбе - 1972 - 1984
- Алі Гассан Мвіньї - 1984 - 1985
- Ідріс Абум Вакіль - 1985 - 1990
- Салмін Амур - 1990 - 2000
- Амані Абейд Каруме - 2000 - 2010
- Алі Мохамед Шейн - 2010 - 2020
- Хуссей Мвіні - 2020  і нині